# 利根郡
利根郡（日语：／ Tone gun */?）是群馬縣的一郡。人口39,536人、面積1,629.44 km²。（2007年）
現轄有以下1町3村：
- 水上町
- 片品村
- 川場村
- 昭和村